# Schomberg House
Schomberg House au 80–82 Pall Mall est une maison importante du côté sud de Pall Mall dans le centre de Londres qui a une histoire colorée. Seule la façade sur rue subsiste aujourd'hui. Elle est construite pour le 3e duc de Schomberg, un général huguenot au service de la couronne britannique.

## Histoire

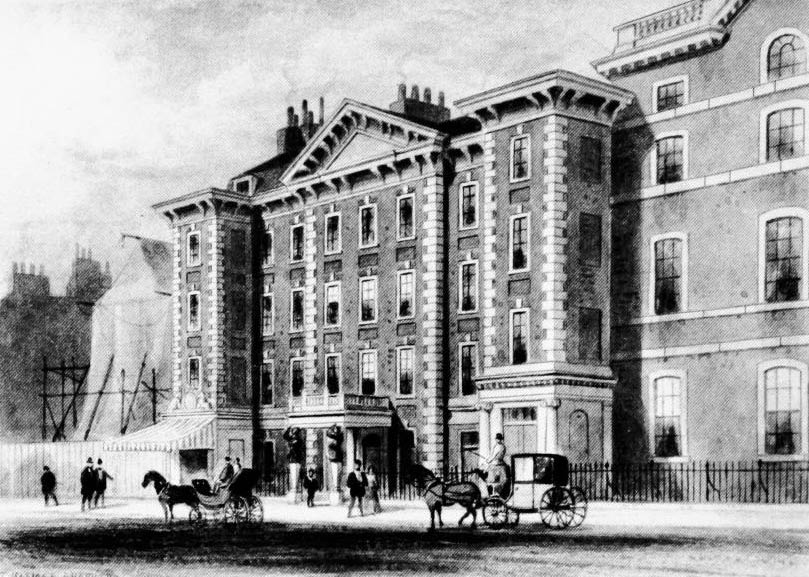
Maison Schomberg vers 1850.

Le bâtiment est adapté de Portland House, qui à son tour a été créé par la comtesse de Portland en convertissant deux maisons en une seule résidence. Les travaux commencent en 1694, un an après que le duc ait hérité de son titre.
La façade sur rue de Schomberg House est frappante et plutôt inhabituelle pour un manoir londonien. Elle est en brique rouge, avec quatre étages principaux au-dessus du sous-sol. Les portiques d'entrée au niveau de la rue et les travaux décoratifs de la façade sont en Lithodipyra (pierre de Coade) fabriquée par Eleanor Coade. Elle est large de neuf fenêtres, avec les trois travées centrales en légère saillie et surmontées d'un fronton, et les deux travées d'extrémité en saillie franche de manière à former des saillies un peu comme de petites tours. Les fenêtres sont étroites et six bandes d'angles audacieuses encadrent les trois saillies.
Le duché de Meinhardt Schomberg s'éteint à sa mort en 1719 et la maison est ensuite louée. En 1769, elle est divisée en trois (80 Pall Mall à l'ouest, 81 au centre et 82 à l'est) par l'artiste John Astley. Astley vivait au no. 81 lui-même et construit un atelier sur le toit. En 1781, Astley est remplacé par un charlatan écossais appelé James Graham, qui transforme l'établissement en un « Temple de la Santé et de l'Hymen ». Le « Temple » comportait un immense « lit céleste » équipé des premiers appareils électriques.

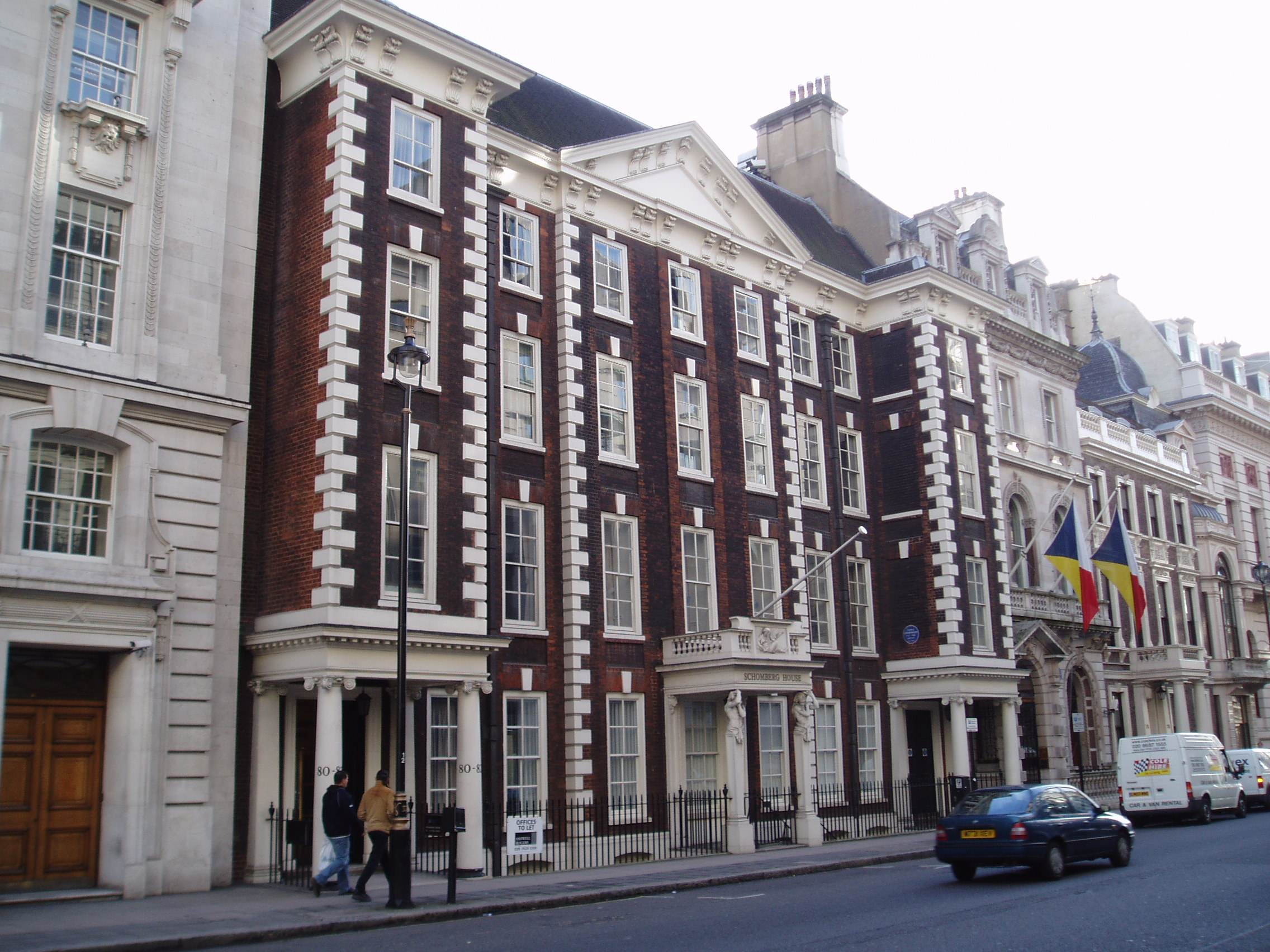
Schomberg House en 2005.

Il sert également de bordel de grande classe et de tripot, et est finalement perquisitionné par la police et fermé. Pendant ce temps, Thomas Gainsborough, qui est au sommet de sa carrière comme l'un des deux portraitistes les plus en vogue d'Angleterre, vit à côté au no. 80 de 1774 jusqu'à sa mort en 1788. Les artistes Richard Cosway et Maria Cosway vivent également au no. 81 pour un temps avec leur serviteur Ottobah Cugoano. Au cours de cette période, le numéro 82 est un magasin de textile à la mode.
Dans la première moitié du XIXe siècle, la maison Schomberg n'est ni aristocratique ni artistique. La maison centrale est une librairie de 1804 à 1850, et les autres locataires des trois maisons comprennent un marchand de tableaux, un commissaire-priseur et un mercier. En 1850, le 80 est démoli et remplacé dans le cadre d'un réaménagement avorté de l'ensemble du site. Puis en 1859, les 80–82 sont tous acquis par le gouvernement pour être utilisés par le War Office, qui occupe également plusieurs autres manoirs à Pall Mall.
En 1956, le bâtiment est en grande partie démoli pour faire place à des bureaux. Cependant, non seulement les façades des nos. 81 et 82 restent, mais celle du no. 80 est reconstruite dans sa forme originale.
Le nom Schomberg House est également utilisé pour une autre propriété Pall Mall no. 78 (et 77) qui est la résidence de la princesse Christian de Schleswig-Holstein et plus tard de ses deux filles. Le n ° 77 fait désormais partie de l'Oxford and Cambridge Club (71 Pall Mall).
La maison Schomberg est classée Grade II * sur la liste du patrimoine national d'Angleterre.